# Термит дарвинов

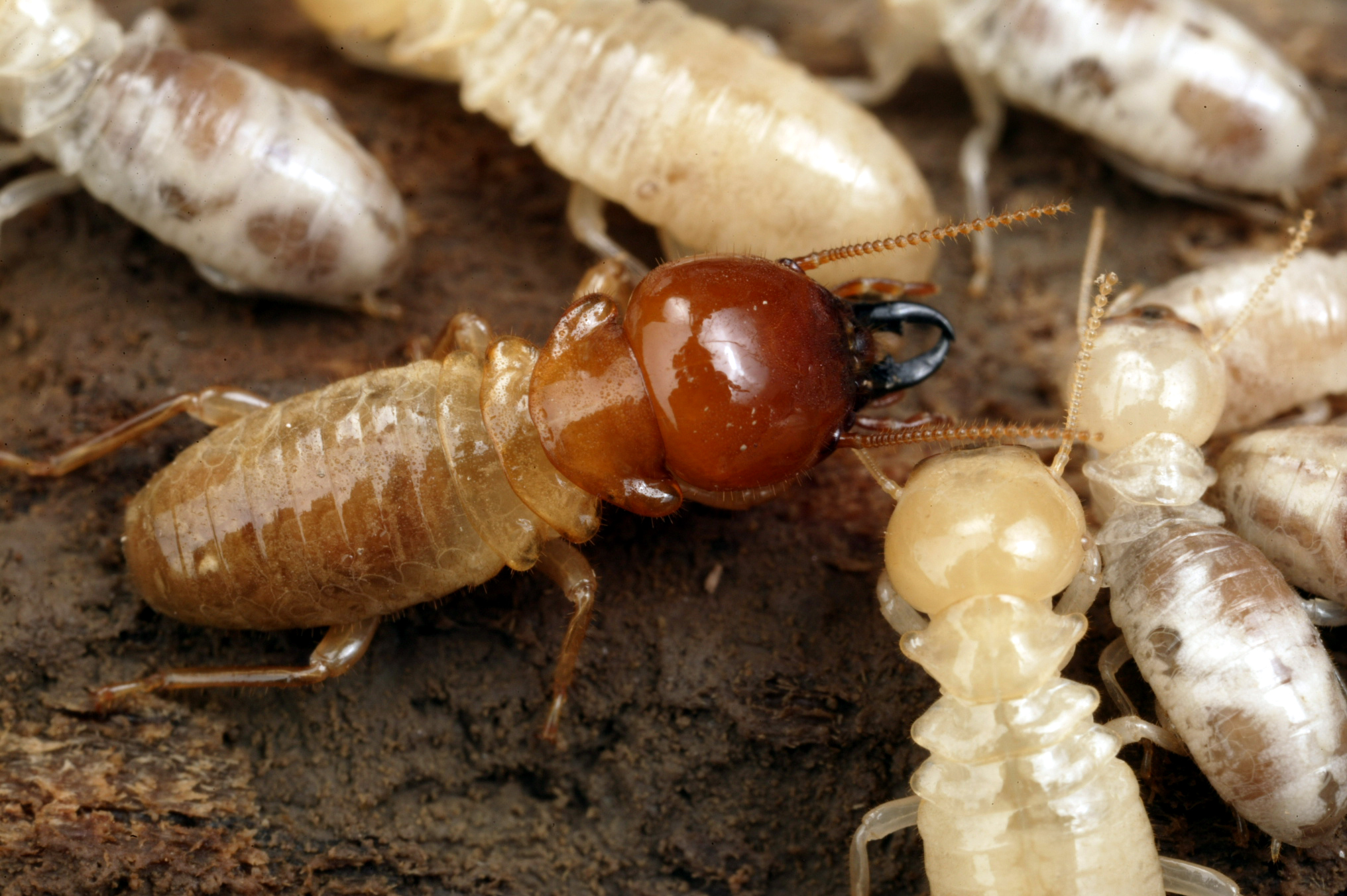
Солдат и рабочие

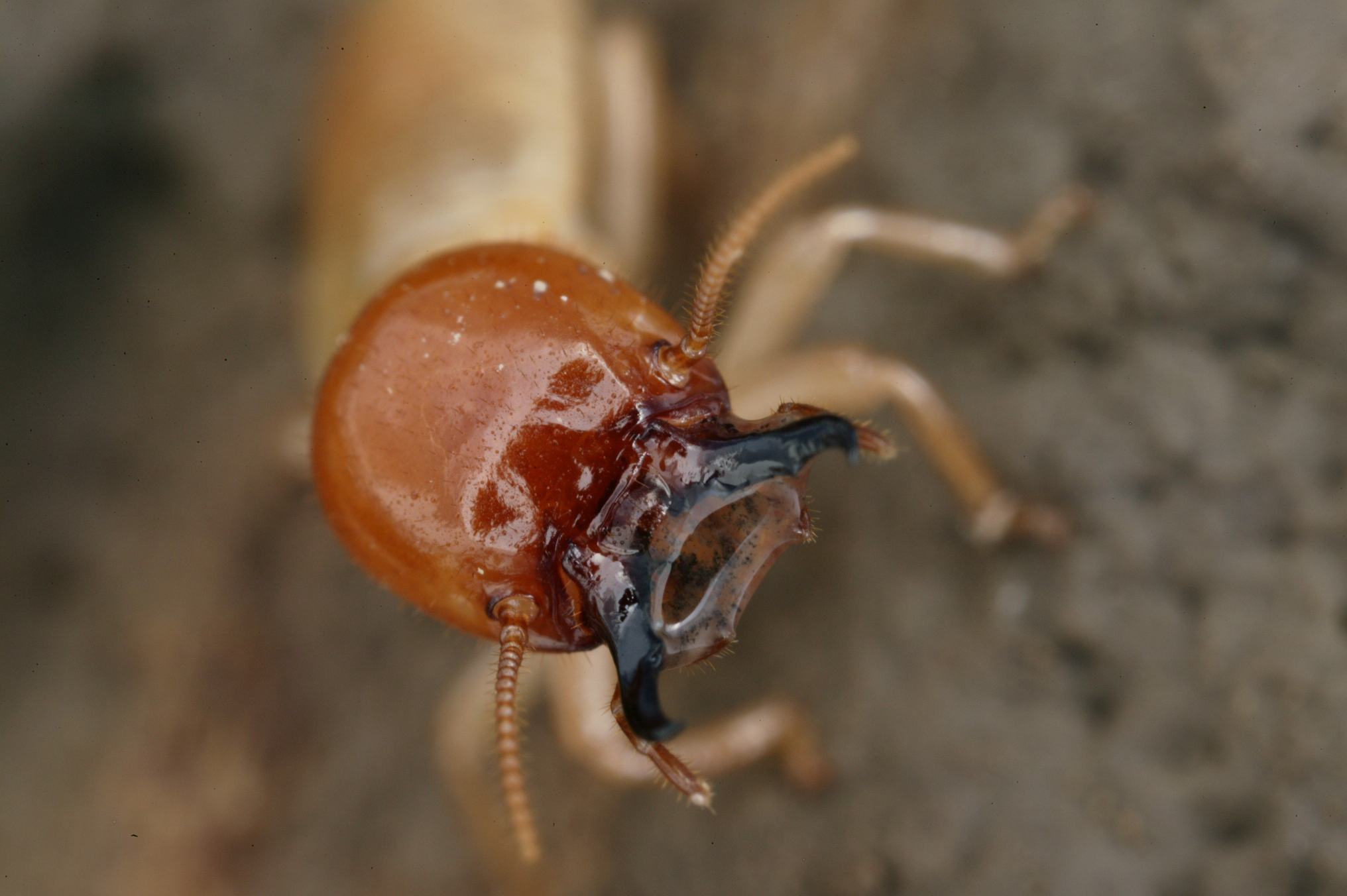
Мандибулы солдата

Термит дарвинов (лат. Mastotermes darwiniensis) — реликтовый вид термитов, наиболее примитивный из современной их фауны, единственный доживший до наших дней в составе рода Mastotermes и семейства Mastotermitidae.

## Описание
Крупные термиты, длина тела 10—15 мм, вес отдельных рабочих около 40—50 мг. Распространённый в северной Австралии вид (где известен как Giant Northern Termite, или Darwin Termite), признан самым примитивным видом современных термитов. Молодые семьи немногочисленны в естественных условиях. Однако, при обилии воды и благоприятных условиях питания и почвы (например, при наличии складированной древесины или деревянных конструкций) популяции могут быть огромными. Зрелые колонии включают от 100 тыс. до миллиона рабочих особей. Mastotermes darwiniensis строят свои гнезда скрытно полностью под поверхностью почвы или в стволах и корневых кронах деревьев и пней. Генетические данные показали, что колонии обычно питаются на нескольких деревьях в пределах местности и родственные фуражиры могут наблюдаться на линейном расстояния до 320 м (обычный же размер территории колоний варьирует от расстояний в несколько метров до линейных ареалов протяженностью более 100 м). Большинство зрелых колоний возглавляют сотни неотенических репродуктивных особей, а первичные яйцекладущие матки, полученные от крылатых самок и самцы (алатов), практически не встречаются в природных популяциях. Однако, новые колонии M. darwiniensis основываются крылатыми половыми особями после брачных полетов. Первичные яйцекладущие матки были найдены только в полевых колониях, несмотря на то, что при выращивании в лабораторных условиях они могут жить более 17 лет. Ни неотенические, ни первичные яйцекладущие матки, не становятся физогастрическими.
Дарвинов термит обладает рядом признаков, сближающим его с тараканами (анальная область крыла термитов семейства Mastotermitidae имеет такое же строение, как и у тараканов примитивного надсемейства Polyphagoidea; строение ног; откладывают яйца компактными двухрядными пакетами). Усики 30-члениковые у крылатых самок и самцов, 20-члениковые у солдат. Лапки из 5 сегментов. Это единственный современный представитель рода Mastotermes и семейства Mastotermitidae, хотя известны многочисленные ископаемые представители (Mastotermes anglicus, Mastotermes nepropadyom и другие).
Диплоидный хромосомный набор Mastotermes darwiniensis составляет рекордную для термитов цифру 2n=96, при том, что у большинства термитов 2n=28—56.

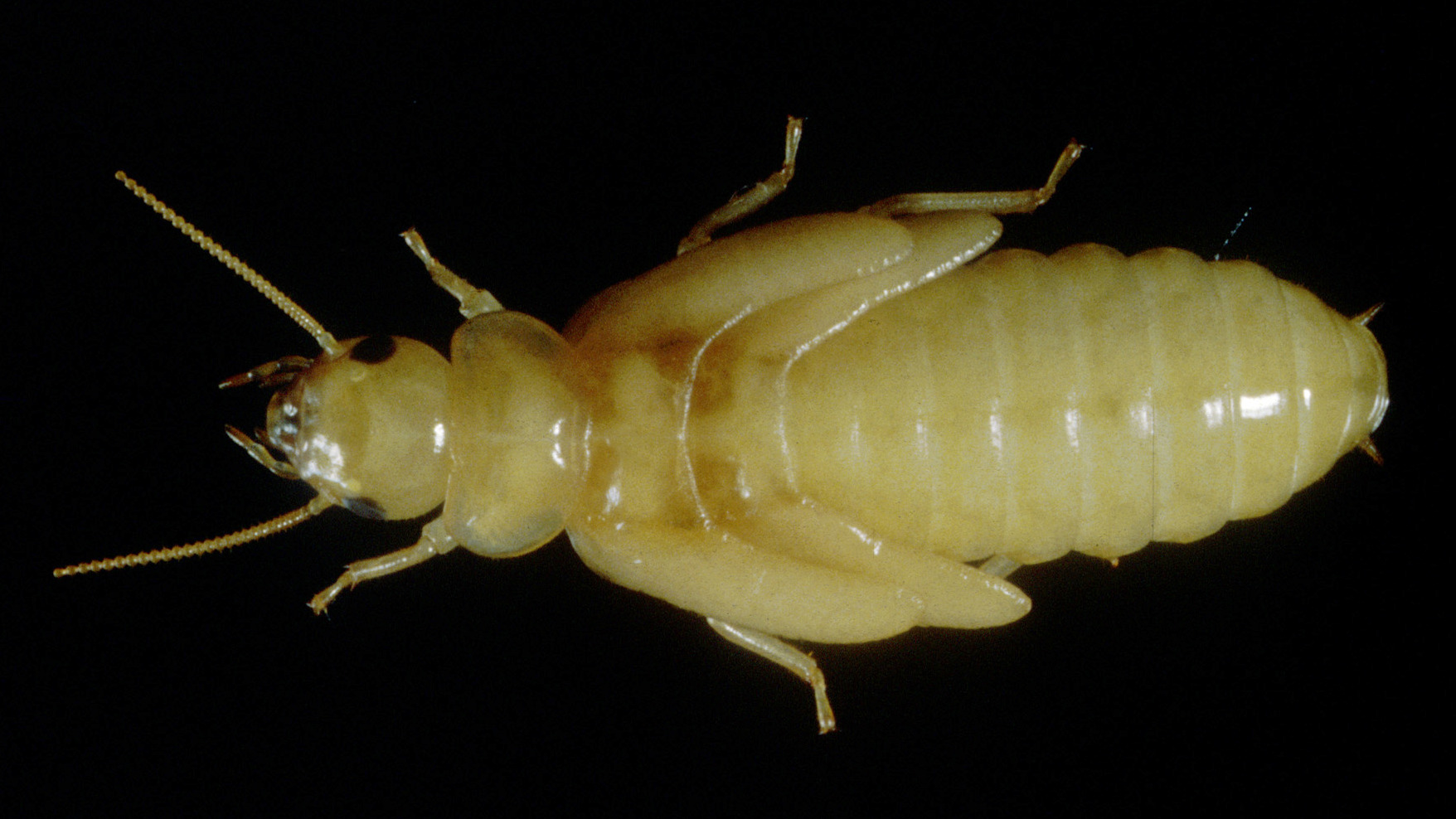
Репродуктивная нимфа

## Гнёзда
Термитники строятся в почве на глубине около 1 м, в бревнах или пнях, или в живых стволах деревьев. Они состоят из горизонтальных ячеек из картонного материала, гнёзда достигают около 50 см в диаметре. Подобно некоторым видам более древних родов термитов M. darwiniensis имеет поликалическую систему гнёзд. Поскольку репродуктивные особи не являются физогастрическими, они могут перемещаться между этими взаимосвязанными гнёздами, которые разделены десятками и сотнями метров (рекорд до 320 м). Генетические исследования показали, что рабочие являются близкородственными и в значительной степени инбредны, что указывает на кровосмесительные браки между несколькими неотениками (неотеническими репродуктивными особями), возглавляющими колонии.
Когда гнездо становится зрелым (более 100 000 особей или намного выше), они могут «отделиться» и образовать другие гнезда на обширной территории. Эти субгнезда образуются постоянно и могут поддерживать жизнь в течение длительного времени без контакта с исходным гнездом.

## Значение
Вредитель древесины и построек человека. В сельскохозяйственных местностях колонии Mastotermes развивают огромную рабочую силу (>1 миллиона особей) и являются значительными вредителями культурных растений. Их рацион включает живые деревья, древесину, другие растения, сельскохозяйственные культуры и многое другое. Благодаря своим кормовым привычкам они иногда становятся вредителями древесины, используемой в строительстве, но также были зарегистрированы случаи заражения материалов, включая бильярдные шары, электрические кабели и асбестовую упаковку.
Дарвинов термит в некоторых местах обитания становится главным сельскохозяйственным вредителем, настолько, что овощеводство практически заброшено в Северной Австралии.
M. darwiniensis атакует живые деревья через туннели в корнях, стволе и ветвях, выгрызая их и заполнив фекалиями и почвой, при этом внешний вид дерева практически не меняется до гибели дерева. Австралийские аборигены использовали этот способ для изготовления диджериду, характерный деревянный духовой музыкальный инструмент аборигенов Австралии. Помимо растений, M. darwiniensis, как известно, атакует или повреждает целый ряд других материалов, включая кожу, шерсть, рог, слоновую кость, соль в мешках, а также экскременты людей и животных. Он даже повреждает битум, резину, эбонит, пластик и кабели со свинцовой оболочкой, а также вызывает коррозию поверхностей стекла и некоторых металлов.
Mastotermes darwiniensis распространился из тропической северной Австралии в Лаэ в Папуа — Новой Гвинее (до 1959 года), вероятно, завезенный во время или вскоре после Второй мировой войны. Программа уничтожения (1962—1973) с использованием хлорорганических инсектицидов в почве и мышьяковой пыли в зданиях, некоторые из которых в итоге были сожжены дотла, считалась успешной. Однако термиты вновь появились в зданиях, подвергшихся нападению ранее (начало 1990-х годов), а в 2002 году были обнаружены новые очаги заражения в ранее не подвергавшихся нападению зданиях.

## Распространение
Северная Австралия (Северные Территории, Квинсленд, Западная Австралия). Интродуцирован на несколько островов (Папуа Новая Гвинея, Gebe Is., Индонезия).

## Симбионты
Вид Mastotermes darwiniensis является единственным видом-хозяином для симбиотического простейшего организма Mixotricha paradoxa. M. paradoxa живёт в кишечнике Mastotermes darwiniensis и разлагает целлюлозу из его пищи до соединений, которые термит может усвоить.